# 戦国妖狐
『戦国妖狐』（せんごくようこ）は、水上悟志による日本の漫画作品。2008年2月号から『月刊コミックブレイド』（マッグガーデン）にて連載を開始。2011年2月号から『第二部』が始まり、2016年に完結した。

## あらすじ
時は永禄七年(1564年)、人の営みの傍らに闇（かたわら）と呼ばれる魑魅魍魎・妖怪変化たちが息づく戦国時代。
齢200年を生きる人間好きの妖狐・たまと、縁あって義姉弟となった、人間嫌いの仙道（仙術使い）の少年・迅火は「世直し姉弟」を名乗り、人に仇なす闇・障怪（さわり）退治の旅をしていた。
旅の最中、障怪退治を生業とする僧兵集団・断怪衆（だんがいしゅう）と関わった姉弟は、彼らが障怪に対抗するため、人と闇を人為的に融合した存在・霊力強化改造人間を擁していることを知る。
人と闇を辱める所業に、義憤の念に駆られたたまと迅火は、その行いを糾すため、武者修行中の自称浪人・兵頭真介と、断怪衆から脱走した霊力強化改造人間の少女・灼岩と共に、断怪衆総本山へと乗り込む。
姉弟たちと敵対する形となった断怪衆は、その討伐のため「闇喰い人」を自称する剣士・雷堂斬蔵と、霊力強化改造人間の精鋭・四獣将を差し向ける。

## 登場人物
声の項はテレビアニメ版の声優、演の項は舞台版のキャスト。

### 主要人物
山戸 迅火（やまと じんか）
声 - 斉藤壮馬、永瀬アンナ（幼少期） / 演 - 本田康祐、三浦那智（幼少期）
第一部主人公。
仙道。「不死鳥殺し」の異名を持つ武仙、黒月斎の弟子でありその奥義「精霊転化」を使う。「妖精眼」と言う特異体質を持って生まれたことが原因で、幼いころに黒月斎に山戸家より引き取られる。彼に育てられる中で修業を受け、仙道となった。
幼少時より闇（かたわら）を友として育ち、過去戦場の近くを通りかかった際に友を人間に殺されたことをきっかけに人間嫌いを公言する性格に育つ。人間に対して非常に冷徹で、闇に対して異常に甘い。しかし、真介や灼岩と共に過ごすうちに徐々に人間にも心を開いていく。
またその人間嫌いが転じて、人間をやめ闇になるために研究を続けている。闇になった暁にはたまと夫婦になりたいと考えている。
精霊態時の姿はたまの本性である妖狐の姿を象っており、背中から生えた「尾」を属性化して使用する。当初は四本だったが、霊力の覚醒・向上と共に尾の数は増えていく。最大数は九尾とされている。
山の神の修行を受けた後、神雲、道錬との戦いで短期間で立て続けに覚醒を繰り返しており、危険な兆候ではないかとたまに危ぶまれていた。続く野禅との決戦の最中、山神・泰山の肉を喰らうことで九尾に到達。が、際限なく周囲の霊気を喰らい始め迅火自身にも制御できない暴走状態へと陥ってしまう。その果てに、完全に闇化。地涸らしの神獣「千本妖狐」と成り果て、断怪衆本山を破壊した。描写はなかったが、この時点で無の民の干渉を受け、支配下に置かれている。
第二部において長らく行方不明だったが、無の民との初の幽界戦にて再登場。千夜の追撃から彼らを守護した。八年後にて無の民の支配下に置かれた状態で各地の土地神を殺し、喰らっているところを発見される。とある小島に結界を張って籠っていたが、万象王による結界破りと、月湖の地枯らし瓢箪、覚醒した千夜との戦いで魂を封じた余剰霊力を減らし、たま・真介・灼岩の幽界干渉もあって正気を取り戻した。その後、元々住んでいた山の小屋に帰り、たまと結婚した。
後日談では千夜・ムドと共に断怪衆から依頼を受けて国を傾けるか、滅ぼしかねない闇の鎮圧を行っている。
迅火の武器・使用技
五行杖（ごぎょうじょう）
五尺ほどの五角形の杖。
呪符（じゅふ）
精霊転化（せいれいてんげ）
妖精眼（ようせいがん）
別項参照。
霊気の腕（れいきのうで）
神雲との戦いで失った左腕に山の神が植えた「種」から発生した腕。霊気で構成されるため、実体をすり抜けて物に触れることも可能。
樹翁（じゅおう）
「木」の属性を持つ技「樹翁鞭（じゅおうべん）」。対象を弾き飛ばしたり、締め落とす。
焔姫（えんき）
「火」の属性を持つ技「焔姫咆（えんきほう）」。尾を人型の火炎に変化させ、その口から炎を吐きだし焼き尽くす。
土公（どこう）
「土」の属性を持つ技「土公拳（どこうけん）」。岩土の拳で打ち砕く。同時に複数の尾を使う連撃技「重（かさね）」もあり。
水龍（すいりゅう）
「水」の属性を持つ技「水龍壁（すいりゅうへき）」。流水の壁で攻撃を防ぐ。
金将（こんじょう）
五本目の尾。「金」の属性を持つ技「金将刃（こんじょうじん）」。巨大な刃で敵を断つ。山の神との修行で、提供側であるたまが霊力を練った影響で覚醒。
雷神（らいじん）
六本目の尾。「雷」の属性を持つ技「雷神箭（らいじんせん）」。帯状の雷を放出する。神雲との戦いで左腕を失い、その衝撃で覚醒した。
風神（ふうじん）
七本目の尾。「風」の属性を持つ技「風神槍（ふうじんそう）」。風の尻尾を使って地面を叩き、その勢いで槍の如き直線加速を行う。霊気の腕で頭の中をいじりまわし覚醒。
天上（てんじょう）
八、九本目の尾（奈落と同時発生）。野禅との戦いにおいて地神・泰山の肉を喰らい覚醒。輝く光の尾で、詳細不明。
奈落（ならく）
八、九本目の尾（天上と同時発生）。野禅との戦いにおいて地神・泰山の肉を喰らい覚醒。全てを喰らい尽くすかのような闇の尾で、詳細不明。
空亡（くうぼう）
十本目の尾。千夜との戦いの終盤、自身では押さえきれない霊力を術に変換しようとして覚醒。虚無の空間（ブラックホールか次元の間隙）を作り出す。
五行魂（ごぎょうこん）
木火土金水最大奥義。五行の力を統合して巨大なエネルギー塊を作り出す。高威力だが隙が大きい。
五行弐神突（ごぎょうじしんとつ）
五行に加え、雷神風神を追加統合して放つ必殺技。五行魂と異なり、広範囲に展開する。
百陣（びゃくじん）
千本妖狐と化した迅火の大技。各属性の尾を「100本単位」で繰り出す。

たま
声 - 高田憂希 / 演 - 大西桃香
第一部ヒロイン。
200年以上生きる妖狐の少女。迅火と義姉弟であり、姉上と呼ばれている。迅火と逆に人間好きであり、人間・闇が争わずに暮らしていける世の中を目指して「世直し姉弟」を名乗っている。
迅火が精霊転化する際には血と共に霊力を提供し、転化中は人に近い存在となる。迅火の実父・源蔵と親しく、その流れで迅火と知り合う。
正義を唱え、非道を行う闇や人間を例え母親であろうと成敗するが、一方でかごもりと生贄の関係を「4年に一度の犠牲は妥当」と判断する場面もある。
呪符なしで幻術を用いる他、第一部終盤において精霊転化している迅火の霊力が逆流した影響でたま自身の霊力も向上し、木の葉を利用した飛行術を操るようになる。また、その際に髪や背が伸びた。
第二部では幻術の師匠に再入門し、修行しながら迅火を探している。服装も新調し、月湖に「かっこいい」と憧れられた。真介一行とは別行動を取り、迅火の行方を追う。8年後も特に姿や能力に変化はなかった。千本妖狐解放戦後には迅火と共に山に帰り、平穏に暮らしている。
その正体はかの金毛白面九尾の妖狐『玉藻前』の古分霊。
兵頭 真介 / 風祭 真介（ひょうどう しんすけ / かざまつり しんすけ）
声 - 木村良平、松田利冴（幼少期） / 演 - 宇野結也
第一部では力なき青年として、第二部では一同の保護者として登場。登場人物中、唯一全話通しての主要人物。
初登場時点では、武者修行中の武芸者を名乗る若者。実は農民の出で本名は「八草村の竹吉」。威勢のいいことを言ってはいるが、いざとなると怖気づくヘタレ気質。しかし弱者を虐げる理不尽に憤り、人の和を大切にする真っ直ぐな気性の持ち主。
昔、村を訪れた侍に弟子入りを頼むも断られた挙句、凡人と断言される。しかしそれでもやるなら「バカ」になれと言われ、毎日振り下ろしの練習を続けていた。そのお陰か振り下ろしだけは兜割りも可能とする域に達している。
火岩から霊刀の扱い方を教わった際に「芍薬を宜しく頼む」と発破を掛けられるものの、結果として烈深の凶刃から灼岩を助けられなかった。それ以降は怒りと憎しみに染まり、人柄や顔つきが変貌し陰の気を纏うようになる。断怪衆、特に烈深と野禅には強い恨みを持つ。しかし偶然抑え込むことができた千夜の境遇に涙し、子供を殺すくらいなら殺されることを選ぶなど、その優しい心根までは変わらなかった。
第一部終了時から第二部開始時までの間において、灼岩を目覚めさせることを条件に山の神に師事し、剣術を向上させ霊力の扱い方、幽界に関する技術などを身に付ける。一方で自尊心は徹底的に砕かれたようで、自虐癖がついた。
第二部では千夜を庇ったため山の神に追われ、千夜と共に逃走。月湖の村に流れ着く。たまとは別行動で千本妖狐を追う旅に出た。酒を非常に好むようになり、暇さえあれば酔っ払っている。魔剣士として成長し、以前戦った八本松剣鬼を難なく撃破する実力を持つが、ここ一番という時に酔いで戦えないなど冴えない一面も。千夜の良き兄のような存在であり、月湖の尊敬の対象。
将軍・足利義輝の依頼で御所の住人を洛外の村に転送した際、土地神・華寅によって斬蔵と共に土地に括られてしまい身動きが取れなくなってしまう。それから8年の間は村に留まり、外に出た千夜たちが捕まえてきた障怪に人肉断ちをさせた上で食料を与えて村に受け入れていた。また、義輝から贈られた《風祭》に姓を改めており、村に入った闇からも慕われている。
後に括りが泰山に移ったことで外に出られるようになり、本来の目的である千本妖狐と化した迅火の捜索と、先に旅立った千夜を追うために月湖と華寅の分霊（および彼女に取り憑いた黒月斎）と共に村を出て旅立つ。旅の途中、八年ぶりに訪れた岩の里が無の民に襲われ、目覚めさせられた灼岩を含めた岩の闇が連れ去られたことを知る。断怪衆本山にて灼岩を取り戻した後、万象王の分霊を抑えるために無の民から解き放った闇と参戦。千本妖狐解放戦後には野禅と決着をつけた後、灼岩と結婚。斬蔵の雷堂家と並んで村の纏め役となる家の初代となる。千夜と共に村を穏行の結界で覆い、一種の「隠れ里」とした。
第一部の火岩の故郷辺りからその兆候が見られていたが、人間でありながら闇と別け隔てなく接することが出来る存在である。また、迅火と同じく人と闇は器が違うだけでその魂に差はないことに独力で気付いた。迅火と違い闇へ肩入れしすぎるわけでもなく、人と闇の間に立ち、あくまで中立でいられる。自分の存在を弁え、拝んでお願いすることで闇と交渉し、友好関係を結ぶことが出来る天賦の才能を持ち、「闇と座す者」という通り名と共に断怪衆僧正となった印河にも知られている。後述の荒吹と対話を通じ友として信頼しあえる関係となれたのも、真介であったからこそ出来た芸当である。
真介の武器・使用技
魔剣・荒吹
声 - 小山剛志
風を操る魔剣。攻撃・防御のみならず飛行すら可能など多様な能力を発揮する。後述の雷堂斬蔵の家に伝わる霊刀だが、真介に預けられた。
大した霊力を持たず剣才もない真介には当初抜くことすらろくに出来なかったが、火岩より教わった仮想人格との対話を繰り返し、ついには烈深との戦いを通して扱えるようになる。直接攻撃以外に、風の刃を放つ遠距離攻撃や風神槍のような直線加速、鍔迫りからの吹き飛ばしなども行える。
第一部終盤において闇化し、さらに霊力が向上した。真介が霊力も剣才も無い持ち主だからこそ、風を無理に押さえ込まれずに自由に飛べると荒吹自身が述べている。
第二部においてムドとの戦闘で折られてしまうが死んだわけではなく、意志と力は健在であった（打ち直した際に刀身は半分になった）。また、荒吹は既に真介を主として認めていたため、斬蔵はもう返す必要はないと告げ正式に真介へ譲られることとなった。
一方、折れた刃先の部分を打ち直した脇差「射叫（いたけび）」は月湖に譲られた。
天地割り（てんちわり）
荒吹の力を乗せた渾身の振り下ろし。烈深を武装ごと一刀両断した。
風縛縄（ふうばくじょう）
風を操り、相手を縛りつける技。単純な力ではなく、相手の力の点を押さえて縛るため力の差は関係なく効果がある。

千夜（せんや）
声 - 七海ひろき / 演 - 小倉愛梨
第二部主人公。
断怪衆四獣将筆頭・神雲の直弟子にして実の息子。第一部時点での推定年齢7歳。闇を千体同時に融合させた千魔混沌の魔神の器で、将来的に神雲よりも危険な存在となると山の神は判断した。地枯らしの神獣「千本妖狐」に対峙できる可能性がある唯一の存在。
山の神に神雲共々封印されるも、第一部終盤から第二部開始時までに千夜のみ封印が解かれる。
第一部時点では、普段感情を表に出さないが、抑制しているだけで年相応のものを持ち合わせている様子。自分を殺さなかった真介に対しやり場のない怒りを見せ、その様を山の神に「確かに人の子」と評された。
第二部では真介とともに月湖の村に現われ、気が付いた時には記憶を失っていた。が、特に過去には執着していない。己の中に存在する千の闇達の存在を感じつつも、第一部主人公である迅火とは逆に、力を捨て「人として生きる道」を模索し始める。性格は非常に素直で心優しく、争いを忌み嫌う。月湖に好意を寄せているが、同時に月湖の父を不可抗力とは言え殺害してしまったことに対し、深い罪悪感を抱いている。
その後記憶を取り戻し、ムドの戦いの後に狂神を作り出す五人組・無の民と対峙、撃退する。その8年後（推定16歳）、洛外の村を拠点とした華寅の修行を終え行動を開始する。その道中に発見した迅火の張った結界を破る方策を探し、結界を打ち破り得る力を持つ山の神オオヤマミツチヒメの元へ記憶喪失以来に再訪した。その際、山の神の承認を得て神雲の封印を解くが、解放の条件である「神雲に断怪衆を抜けさせる」ことを巡り、当人と対決することとなった。戦いの後、山の神に匿われていた野禅とも再会し、自身の内に眠る霊力（無の民の言う「千界の宝玉」）によって千夜が「人でも闇でもないなにか」に変質しつつあると教えられる。千本妖狐（迅火）と同じ獣になってしまうのかと苦悩していたが、とある断怪衆僧兵の言葉から、人でなくなるなら自らなりたいモノになれば良いと悟り、「全てを救う者」になることを選んだ。
千本妖狐となった迅火を解放する戦いで完全に覚醒。霊気化した無数の腕と第3の眼をもつ異形となる。戦後は村に帰り、月湖と結婚。月湖が寿命を迎えるまで連れ添ったあと、旅に出る。およそ200年後の後日談では「白神さま」と呼ばれ、障怪を折伏しながら諸国を巡っている。
戦闘スタイルは自分の身体から千の闇達を具現化させて戦うもので、灼岩に近い。身体能力は超人並みで、飛ぶと言っても差し支えないほど高く跳躍できる他、自身の霊力も、千の闇達を王として力尽くで支配下に置けるほど優れている。が、千夜はそれを良しとせず、ムドとの決戦前に千の闇達と和解する道を選ぶ。結果、彼らとより連携の取れた立ち回りを出来るようになった。戦闘技術はまだ粗削りながらも、その潜在能力で狂神相手に勝利を重ねる。八年後は狂神相手には幽界内での勝負に持ち込み、殺さずに無の民から解放する戦術を確立している。また徒手空拳で神雲相手にダメージを与え、迅火も奇跡が起きない限り回避が出来ないような猛攻と渉り合えていることから、格闘技術も向上している模様。
千夜の体内の闇達
千夜の体内から主導権を求めて争っていたが、多くの戦いを経て千夜と共に歩む同志となっていく。幽界での戦いでは理屈ではなく直感からくる発想で相手の放つイメージを打ち破る手助けをする。
雷峰、心蝉、伍楽史、ましら、したり、牢茶
声 - 蒔村拓哉（雷峰）、左座翔丸（心蝉）、越後屋コースケ（伍楽史）、岩澤俊樹（ましら）、金子隼人（したり）、虎島貴明（牢茶）
千体の闇の中でも格上で中心的な存在。
針鐘
声 - 伊藤ゆいな
千体の中で一番小物の闇。他の闇達がムドの龍の気に脅え委縮する中、ただひとり龍に勝ちたいと千夜に告げた。彼による一撃が反撃の狼煙となった。
千夜の使用技
轟震天
後述。
轟震軍
千夜の伸ばした腕で相手を囲み、その中心に向けて千の闇達が一斉に放つ轟震天。応用技として背中から生やした40本の腕から放つ「千手轟震天（轟震掌）」も編み出す。
千鬼夜行
千の闇達の霊力を束ね、矢として放つ強力な広範囲射撃。百鬼夜行を蹴散らし、狂神を砕ききる圧倒的な威力を持つ。文字通りの必殺技だが弱点も多い。まず拡散攻撃故に相手の防壁の工夫次第では散らされて大きく威力を削がれる等、一対一の攻防には向かない。更にこの技は大霊力の放出という性質上、身体に大きな負担がかかる。連弾として放てるものの少年時代は一度の戦いで気絶覚悟の2発が限度であった。千本妖狐解放戦での本格覚醒後には「千輝夜行・一志」となる。
幽界干渉
相手の幽界（精神世界）に潜入する技術。無の民が同手段で闇達の精神に潜り、当人が持つ強者の幻像や悪夢を見せるなどして弱さを突き強さを破ることで心を折り「狂神」に変貌させているが、その幻を千夜と体内の闇達の「数の論理」で強制的に打ち払うことができる。千の闇達が最強と信じるのは千夜自身であり、その幻像を纏った総勢千と一の千夜が放つ百万鬼夜行は幽界戦において無敵である。

月湖（つきこ）
声 - 内田真礼
第二部ヒロイン。
人と闇がごく普通に共存する村に暮らす少女。逃走した千夜と真介が村へ墜落した際の第一発見者。剣術における天賦の才能があり、村の子供の中では一番のチャンバラ上手。その才は千夜や真介さえも制圧し、剣聖と呼ばれた将軍に認められるほど。
千夜と友達になった翌日、村に突如現われた狂神と千夜の戦闘中に、巻き添えで父親を亡くしてしまう。だが月湖は千夜を恨まず、狂神と戦えず父親を守る力がなかった自分を憎み、強さを求め、迷惑をかけまいと村を出た真介と千夜の旅へ強引に同行することを選ぶ。
吃音気味で気弱に見えるが、何度断られても真介に弟子入りを懇願続けるなど、実のところ意志は強い。真介は月湖に村へ帰るよう促し続けるが、月湖の頑ななその姿はかつて迅火達に付き纏った自分自身と同じであることに気付き、以降同行に関して口出ししなくなった。力を渇望するが、それは誰かを守るためであり、力があるが誰かを傷つけたくない千夜をも守る覚悟を持っている。その様がムドの気を引き、以後執拗に狙われることになる。
戦闘スタイルは剣術。前述の通り才能があるものの第二部時点ではあくまで身体は年相応の少女のそれであり、速度はなく、非力。闇のように刃が通らないほど身体能力に大差があると文字通り歯が立たない。しかし「相手の目を見ることで動きを予測する」能力があるため、それを利用し、龍の攻撃をも回避し続けることが可能である。
千夜とムドの戦いから八年後、成長して真介から譲られた荒吹の子、雷の小太刀「射叫」を振るう。剣技を更に磨き達人級になったものの、無の民や狂神といった刃が通じない相手には無力なままであった。「このままでは千夜を守れない」と悩んでいたところ、泰山にとり憑いた迅火の師匠・黒月斎の亡霊に見込まれ、密かに仙術と左道の修行を開始する。「ひょうたん」とその霊気を用いて大量の霊符を操る術、単純なパワーゲーム以外の戦術を修得しつつある。ナダレ出現時にその成果を以って無の民達へ急襲を仕掛けるが、不意を突かれ無の民に幽界へ引きずり込まれ、精神支配を受けかけた。様々な人の助けを受け、辛くも脱出。その後、別行動を取った千夜となうを追いかけるため、土地神の括りから解放された真介・華寅と共に再度旅に出る。
八年後の月湖は真介の影響か、酒好き。笑い上戸の傾向がある。
女性としての情緒も良くも悪くも成長していて、千夜に率直な好意を示す雪女の“せつ”に対して不穏な態度を端々に示す。千本妖狐解放戦後には村に帰って千夜と結婚、多くの子や孫にも恵まれ、およそ50年を千夜と連れ添い亡くなった。
月湖の武器・使用技
タゴ刀
その名の通りタゴの所持物だったが月湖が奪い取った。しばらく月湖の武器であったが、後に紛失する。斬りつける場面がないため、切れ味は不明。
魔剣・射叫
荒吹の欠片から生まれた、雷を操る小太刀。だが月湖は真介のように魔力を行使するより、斬蔵と同じく単純に武器として使用する場面も多い。すれ違いざまに複数人の盗賊の衣服を斬り千切るなどその腕前は脅威の一言。後述のひょうたんの加圧を受けて雷撃の威力を増大させることが可能となった。
ひょうたん・霊符の外套
千本妖狐と同じく周囲の霊力を枯渇するほどに吸収し、霊符や射叫に伝えて行使する邪法。霊符は本来行使者の霊力によって威力が上下するが、これを用いることで霊力修行を受けていない月湖でも強力な術を扱うことが出来る。千本妖狐に対する切り札の一つとも呼ばれている未だ謎多き道具で、黒月斎が月湖へ与えた。後に野禅によって改良を加えられ、闇から直接霊力を奪い取り、今までとは逆に大地へ還元する術も宿すようになる。オオヤマミツチヒメから危険視されていて、彼女は千夜に千本妖狐撃破以外にこれを破壊するよう依頼している。

灼岩（しゃくがん）
声 - 黒沢ともよ / 演 - 佐倉初
第一部に登場する迅火一行の仲間。
断怪衆によって作られた「霊力強化改造人間・実験体」。元は霊力の素質がある「芍薬（しゃくやく）」という名の村娘。村人達に赤髪を忌み嫌われており、父親によって断怪衆・野禅に売られた。
改造術式実験によって闇「火岩」を封じられ、灼岩の名を与えられるが、意識が安定せず実験後に暴走。故郷へ舞い戻り村の人間を皆殺しにしてしまう。そのまま夢遊状態で彷徨っていた所を迅火たちに出会い正気を取り戻した。その後芍薬は火岩と向き合い、お互いを尊重し合うようになる。
戦闘時は身体の一部を岩に変化させ近接戦闘を行う他、組み込まれた術式で轟震天を発動可能。火岩と芍薬、二魂一身のコンビネーション能力は非常に高く、本来分が悪いはずの氷岩相手にも互角以上に立ち回った。後に真介が千夜に闇達を力で支配するのではなくまず対話をするべきだと促す際に、灼岩のことを例に挙げていた。
火岩の親友・蒼岩の欠片を持って岩の里を訪れた際に行きあった妊婦・おこうとその子供たちを烈深の仕掛けた大岩から守るため、背後から烈深に刺され致命傷を負いつつも、巨岩に変じて火岩と共に眠りに就いた。
第二部において長らく直接は登場しなかった。第二部開始前、山の神は真介に依頼の報酬として灼岩の復活を提示したが、これは千夜を庇って逃走したことにより反故となる。そして8年後、岩の里が万象王を従えた無の民の襲撃を受けた際に岩の闇と共に支配された状態で目覚め、千夜やかつての仲間であった真介やたまへ立ち塞がる。断怪衆本山で真介の幽界干渉を受けて意識を取り戻す。千本妖狐解放戦後には真介と結婚。月湖が亡くなった時には年老いていたが、まだ存命だった。
火岩（かがん）
声 - 金子隼人
岩の里生まれの闇。里を出て山で昼寝中、断怪衆に隠形を見破られて捕まり、霊力改造人間の実験体として芍薬の内に封じられた。暴走後は芍薬と共に意識を取り戻すも、氷岩が現れるまで迅火達に口を開かなかった。暴走の件は二人の業とし、芍薬を責めず、共に歩む道を選ぶ。真介に荒吹との向き合い方を教え、芍薬との仲を取り持とうとしていた。芍薬と共に眠りに就くが、8年後に洗脳された状態で目覚める。幽界にて断怪坊主に封じられた（+芍薬のトラウマ）際の屈辱と怒りに捕らわれていたが、芍薬の呼びかけで正気を取り戻した。

なう
声 - 豊崎愛生
第二部からの登場。村を出た千夜の前に現われた小動物の様な闇。千夜と握り飯を分けて喰い、気が付いたらついてきた。名前は語尾に「なう」と付ける癖から月湖が付けた。
千夜と同じく自分の名前も含めて過去の記憶がない。水を大量に摂取すると、一時的に霊力が向上し形態が変化する。変化時は飛行が可能でサイズも大きくなるため、千夜や月湖を背に乗せることも出来る。
どこかの沼の水神らしいとされていたが、千本妖狐解放戦後に記憶を取り戻していたことを明かした。実は狂神となって千夜に倒された土地神の分霊であり、本体が倒されたショックで記憶を失っていた。支配地の中枢であり枯れていた沼を万象王から得た霊水で癒やし、土地神に戻ったことで千夜たちと別れることとなった。

### 第一部からの登場人物

#### 断怪衆（だんがいしゅう）
野禅（やぜん）
声 - 津田健次郎 / 演 - 萩野崇
断怪衆僧正にして霊力改造人間の開発者。霊術・呪具開発に実績を上げ出世してきた。迅火の師・黒月斎とは旧知。その関係か、迅火同様黒月斎の秘術「精霊転化」を使う。相手がくずのはのため、転化の姿は迅火と同じく妖狐型だが、霊力は迅火を上回る九尾。
霊力改造人間によって断怪衆による天下統一を画策しているとされていたが、本来の研究目的は「闇を人間化する技術の確立（霊力改造人間は片手間の気分転換程度）」であった。
元々は大した能力も熱意もない一僧兵だったが、数十年前に闇討伐隊に参加した際、討伐対象である「くずのは」に一目惚れし、仲間を皆殺しにして上層部には退治したと報告、それ以来人知れず彼女を侍らしている。かなり年をとり老けているが神雲、道錬は同い年の同期。
第一部終了以後は行方不明だったが、第二部八年後にて山の神に捕縛され、交渉の末に迅火を人に戻す研究を行なうことを条件として生き延びていたことが明らかになる。千夜の変化について指摘した他、研究の成果を月湖と黒月斎に預けた。央鳳によって断怪衆総本山に連行されてくるが、限界を越えたダメージから既に長くはないことを悟った神雲、道錬の遺言を受け、二人の霊核を千夜に移植した。
その際に山の神に施された封を解かれていた隙をついて逃亡。千本妖狐解放戦後に居場所を突き止めた真介に狙われ、命は拾ったが利き腕と利き目を失い、研究や実験は出来なくなった。その後、流行り病で亡くなったとのこと。
くずのは
声 - ゆかな
闇の中でも名の知れた大妖狐で、山の神に断怪衆三大戦力の一人と評される。数十年前に断怪衆討伐隊に参加していた野禅に一目惚れして以来共に暮らしている。実はたまの母親。たま曰く、恋にのみ生きる見境のない女で正義漢のためなら正義の女神に、悪漢のためなら邪悪の女王にもなる。
第一部終了以後は行方不明だったが第二部八年後において野禅と共に千夜と神雲の大ゲンカを水晶玉を通して観ていた。野禅の研究を手伝っており、迅火を正気に戻す方法に目処がついたと言っている。
利き腕と利き目を失った野禅が病で亡くなるまで傍に着いていたらしいが、その後の動向は不明。

神雲（じんうん）
声 - 乃村健次 / 演 - 笠原紳司
断怪衆四獣将筆頭。「龍」の霊力改造人間。千夜の父親で、銀髪の一族。断怪衆に入る前の名は「雲蔵（くもぞう）」。単純計算でも迅火の十倍の霊力を持つ、身の丈七尺ほどの大男。堅物を絵に描いたような男で他者のみならず自分にも厳しい。過去に「妻（千夜の母）の命を守り切れなかった」と言う手痛い失敗を経験し、それ以来一度決めたことは完遂するようになった。千夜に望みを掴み愛する者を守るための武力を与えるため、千の闇を詰め込む霊力改造の被験体とすることに賛同したのもその件から来ている。五行魂と同等以上の威力を持ち千夜の轟震軍を掴み取る「破軍掌」、千鬼夜行を弾き返す「破軍双掌」、「滅神奥義・磨海龍塵脚」等の技を持つ。
第一部で迅火との戦いの最中、山の神に千夜共々封印される。第二部は長らく登場せず、名前および千夜の回想でのみ登場していたが、八年後に封印を解かれる。己が正義を貫き通すために千夜と戦いを繰り広げるが、その末に突如現れた無の民によって心の弱さを突かれ、身の内に封じていた龍「ナダレ」に主導権を奪われてしまう。断怪衆総本山にて道錬との決闘で初めての敗北を喫する。限界を越えたダメージから既に長くはないことを悟り、野禅の手で自身の霊核を千夜に移植して逝った。
ナダレ
声 - 松山鷹志
霊力強化改造人間となった神雲に封じられていた龍。ムドの叔父に当たる。無の民に支配され、肉体の主導権を得る。無の民に従う風を見せるものの、古恩のキセルを回収し咥え続ける、人間のように呪符や武術を使いこなすなど、単純に狂わされただけではないと山の神は洞察する。無の民が根城としていた断怪衆本山へ攻め込んできた千夜を迎え撃つよう指示を受けるがこれを無視し、同行していた道錬との勝負を望む。決闘に敗北後、神雲の霊核ごと千夜に移植され、後述の邪貴とともに千夜の後見的立場になる。

道錬（どうれん）
声 - 稲田徹 / 演 - 内堀克利
断怪衆四獣将。「虎」の霊力改造人間。神雲とは同郷の生まれで自称・ライバル。豪放磊落を地で行く性格で闇に対しても偏見はなく猩々などとは酒を酌み交わす仲。武の道を往くことに誇りを持ち、西洋拳術「撲神」を使い漢同士の「撲り合い」に価値を見出す喧嘩馬鹿。「拳とはすべての武人（おとこ）が生まれ持つ解除不可武装・導根性（ド根性）打撃兵器である」という持論を持つ。断怪衆に入る前の名は「道介（どうすけ）」。
歩法「捨風」により巨体ながら俊敏な動きをこなし、さらに霊術を応用し「無数の拳筋の可能性を同時に存在させる」という荒業「千尋拳」も行使する。性能では上回っているはずの新型霊力改造人間「開天の十聖」を苦も無く返り討ちにするなど、武芸においては断怪衆最強と評されている。
第一部において迅火と戦闘、五行魂の直撃を受けて倒れる。以後生死不明であった。第二部には長らく登場せず、千夜の回想でのみの登場であったが、八年後にてムドの師匠として再登場。右眼を失い、幾分か老けているが健在であった。日々鍛錬を怠らず、その技は更に磨きが掛かっており、龍であるムドを振り返りもせず一撃で降した。千夜、ムド、ナダレより低い霊力値ながら無の民にも一目置かれている。無の民に囚われた猩々達を救出するため千夜へ同行し、待ち構えていたナダレ＝神雲との一対一の決戦を開始する。断怪衆総本山にて神雲との決闘で初めての勝利を得る。限界を越えたダメージから既に長くはないことを悟り、野禅の手で自身の霊核を千夜に移植して逝った。
邪貴（じゃき）
声 - 白熊寛嗣
霊力強化改造人間となった道錬に封じられていた大虎の闇。かつて道錬により捕まり、自ら霊力改造人間の実験体として志願した道錬の内に封じられた。決闘後、道錬の霊核ごと千夜に移植され、ナダレとともに千夜の後見的立場になる。

烈深（れっしん）
声 - 宮城一貴 / 演 - 輝海
断怪衆四獣将。呪具からくりで肉体を補った一種のサイボーグ。日本人ではなく、本名は「バリー＝ザルモア」。迅火たちには理解できないが西洋語をよく使う。多量の道具を蓄えどこからでも取り出せる袋型呪具「万方袋（ばんほうたい）」と西洋剣や呪具を使う。
断怪衆に所属する理由は不明。正義や人助けと言う概念からは最も遠い性格の持ち主。灼岩を岩へと変化させた原因であり、真介に強く恨まれている。当初は真介をザコと見下していたが、顔面を殴られたことから宿敵と認め異様に執着するようになった。
再登場の際、野禅に改造手術を受け、様々な武装を追加した。飛行が可能になっている他、轟震天の強化技と思われる「轟震海」を使用する。野禅にとっては処分予定品（列深本人も含む）をひとまとめにしただけのものであり、研究もしつくしたので迅火一行に破壊されれば手間がはぶけると考えられていた。
真介の天地割りで武装を砕かれたあと、身体を維持する霊力を失い、死亡する。真介はその後、野禅に一矢報いた際に芍薬や火岩の名と共にバリーの名も呼んだ。
氷岩（ひがん）
声 - 佐藤利奈 / 演 - 北澤早紀
断怪衆四獣将。闇・蒼岩と融合した霊力改造人間。灼岩と同時期に改造されたらしいが、霊力は彼女を上回り四尾状態の精霊態迅火と同等されている。後述の雷堂斬蔵の実妹で本名は「雷堂氷乃（ひの）」。表の権力を得る野心を求めて掟で禁じられた呪殺を行い、神雲に処分された。
印河（いんが）
声 - 斧アツシ / 演 - 内堀克利
灼岩を追跡していた霊力僧兵。新型霊力改造人間「開天の十聖」の一人となる。迅火一行との戦いを通じて力のみを求め続けてきた断怪衆本山の行いを不毛だと悟り、本山を離れて各地を旅し戦う僧達が居ればそれでよいと考えるようになった。
第二部において再登場。生き延びて断怪衆本山を再建し、僧正として取りまとめている。
断怪衆の古株の中では野禅、四獣将に次ぐ実力者で、その見識の深さと洞察力は野禅、道錬に一目置かれている。
央鳳（おうほう）
声 - 江頭宏哉 / 演 - 輝海
灼岩を追跡していた霊力僧兵。印河の相方的存在。印河同様に野禅や道錬に実力を認められている。
神雲や道錬ほどではないものの、体格に恵まれ膂力に優れる。若干脳筋気味。しかし新型霊力改造人間「開天の十聖」の一人となった時、新しい『力』に惑わされず道錬に挑まないだけの思慮はある。
第二部において再登場。生き延びて断怪衆本山を再建し、僧正である印河の使いとして山の神の元から野禅とくずのはを連れてきた。
開天の十聖
声 - 岩澤俊樹、山根雅史、ソンド、石井隆之、秋葉佑
呪具と闇を融合させた、新型霊力改造人間である十人の僧兵達。血気盛んな若者達が多く、部隊名も自称。単独行動の多い四獣将に不満を持つ。
道錬を旧型と見下し力ずくでその地位を奪おうとするも、古株である印河と央鳳以外は道錬にあっさりと撃破されてしまった。
半殺しにされただけで死にはしなかったが、内一名は療養中に潜入してきた真介に対峙した所で烈深に殺された。
断怪衆の僧
人を食う闇を退治していた、末端の断怪衆の僧。
たまを見て妖狐だと気付くもむやみに攻撃しようとはせず、たまの「二度としないと誓わせる選択は無かったか」という言葉にも「余裕があるなら試みよう」「殺生が減るならそれもいい」と答えた。たまいわく自分の知る本来の断怪衆の姿らしい。
天念（てんねん）
後日談にて千夜・ムド・迅火に暴走した闇・大雪山翁征伐を依頼した寛政年間の断怪衆僧正。千夜の言から若いころに面識がある模様。

### 第一部より登場するその他の人物・闇
雷堂 斬蔵（らいどう ざんぞう）
声 - 東地宏樹 / 演 - 中村誠治郎
「闇喰い人」と呼ばれる闇を狩ってその肉を好事家に売ることを生業とする男。元々霊力の強い家系で風を操る魔剣「荒吹（あらぶき）」を使うが、その真骨頂は剣術の腕その物。荒吹では勝てないことを認め降参したのち、ただの脇差を使い「人間の業」のみで一時は迅火を圧倒した。
迅火と再戦し敗北。その後、一時期真介と灼岩から食事を提供される代わりに、真介へ剣術を指導していた。後に真介が野禅へ一太刀を浴びせたのは、斬蔵が教えたと思われる横の斬撃であった。
妹が行った呪殺で危険な立場に陥った将軍・足利義輝を助けるために迅火一行とは別行動をとる。別れる際に魔剣・荒吹を真介に預けた。
第二部では京都にて真介一行と再会する。その際に荒吹を見て真介が主として認められていることを悟り、もう返す必要はないと答え正式に譲った。
義輝の依頼で御所の住人を洛外の村に転送した際に、土地神・華寅によって真介と共に土地に括られてしまい、身動きが取れなくなる。八年後には御所の元侍女の一人と所帯を持ち、子どもを儲ける。そのせいかすっかり老けこんでしまった。
後日談では義輝を殺した松永久秀の末路を聞いて爆笑した際に重度のギックリ腰になり床から出られない身体になった。彼の家系は真介の風祭家と並んで村の纏め役として続いていくこととなる。
山の神（やまのかみ）
声 - 高垣彩陽
本名・オオヤマミツチヒメ。水と樹と土の精霊で見た目はかなりの美女。神雲ですら比較にならないほどの霊力を持つ。迅火の師の師にあたり、後に真介を直弟子に取る。断怪衆に操られている同胞「泰山」の解放を望み迅火たちに接触してきた。
とぼけた体を装いつつも打算的な性格で目的のためには手段や取捨選択に迷いがない。その上で人間相手には取引をよく持ちかける。基本的に人を見下しているが、りんずだけは特別視している。樹をミサイル化し放つ「雷翔樹箭」や封印術、支配領域内であれば地形変更や空間転移等も使用する。
第一部終了時から第二部開始直前に千夜の封印を解き、千本妖狐捜索の交渉を持ちかけるも決裂。千夜を殺害しようと試みるが、真介が妨害。逃走する二人に対して雷翔樹箭の追撃をかけた。八年後、千夜からの嘆願で神雲を目覚めさせるが、千夜との親子喧嘩の最中に現れた無の民によってけしかけられた龍・ナダレにより深手を負う。また、幽界干渉にて一度無の民に狙われるが、何故か彼女には手出しが出来なかった模様。
りんず
声 - 鈴木愛奈
山の神に仕える少女。赤ん坊のころ、山に捨てられていたのを拾われた。山の神に育てられ、「魂寄せ」に特化した霊術修行を受けてきた。また、迅火と互角以上に渡り合うほどの体術を扱う。初対面の迅火相手に一目惚れし、たまを「お姉様」と呼び、迅火の蔑んだ目に痺れると言うちょっと困った性格。
第一部終了時から第二部開始直前まで、山の神と共に真介へ稽古をつけていた。真介と千夜が逃走する際、二人を殺害しようとする山の神へ止めに入っていた。
第二部八年後に登場した際には10代後半から20歳前ほどに成長しており、落ち着きが出ていた。山の神に対しても荒立てることなく物を言って仲裁役を果たしている。
泰山（たいざん）
声 - 三木眞一郎
断怪衆本山裏手にある城に変化している闇。正体は山の神の末席で、野禅の術で操られている。彼を正気に戻すために山の神は迅火たちに接触してきた。第一部以後、行方については言及されていなかったが、状況を省みるに今度は無の民に囚われたものと思われる。
第二部においては十五歳になった千夜たちの前に狂神となった人の姿で現れるが、千夜の幽界干渉によって解き放たれる。土地神としての支配地を失っており、たまが迅火の行方を尋ねた占い師・八卦猫に新しい支配地を訪ねていた。断怪衆に洗脳されていたころの屈辱的な記憶は本人いわく「無かったことになっている」らしい（口ぶりからはどう見ても覚えているが）。
第一部では喋ることがなかったため解らなかったが、元来何事につけ「自分の美しさ」を引き合いに出す能天気な性格。それでも土地神としてはかなり強力で、たま曰く一行の中では一番強く、千夜も「普通に戦いが続いてたら殺されていた」と述べた。ただし先述の通り野禅、無の民と立て続けに洗脳され、挙句の果てに人間である黒月斎の亡霊に身体を乗っ取られているため、精神的にはあまりにも隙だらけである。
真介と斬蔵に触れた拍子に二人に仕込まれた「括り」を引き受け、結果として華寅支配圏外である洛外の村近辺の土地神となる。
大岩長老（だいがんちょうろう）
声 - 玄田哲章
岩の里の長。岩山の崖ひとつが顔になっている。山の神とは友人であり、普段より連絡を取り合っている。迅火一行を山の神に託した。
八本松 剣鬼（はっぽんまつ けんき）
声 - 野津山幸宏
武芸者を装って旅している闇。真介が持つ「荒吹」を狙って勝負を仕掛けるが、苦し紛れの突撃を喰らって敗北。第二部ではタゴに乗せられて真介に再度勝負を挑むが、今度は一撃で空の彼方に吹っ飛ばされた。200年後の寛政年間には人に化けるのは上手くなり、変わらず剣客を装って旅をしているが、名を上げようと挑んだ障怪に返り討ちにあうことも多い模様。
かごもり
声 - 松田健一郎
四年に一人の生贄という条件で村を野党や戦火から護っている闇。生贄のことを知った真介はかごもりを斬ろうとするが、たまは契約が村人と同意の上で成り立ったものであり、四年に一人というのは妥当だとして他所者が口を挟むべきではないとした。
烈深に立ち塞がったために戦闘となり致命傷を負うが、死の直前に再度烈深に襲いかかり気絶させたところで息絶えた。
ふこう
声 - 木野日菜
旅の途中で出会った闇。読心能力や結界を張る力を持ち、村を守るため長い間外界と村を遮断してきた。だが、外界との繋がりが断たれた村は当の昔に滅んでいた。
五人組 / 無の民
声 - 間島淳司、鈴代紗弓、葉山翔太
迅火と道錬の激戦のさなか、突然現れ二人の前を通り過ぎた謎の存在。その存在に気が付いたのは二人だけであり、それにより道煉が一瞬意識を奪われたことが戦いの勝敗を決することになった。その後、千本妖狐として暴走する迅火を何らかの干渉によって消滅させる。
第二部では狂神と化した土地神達が、最期の瞬間にその言葉を遺している。永禄の変では足利義輝の前に出現した。ムドとの戦いの後、千夜の前にも現れて明らかになった正体は「無の民」と呼ばれる銀髪の一族で五人全員が妖精眼の所持者。五人の内三人は千夜との戦いで心が折れて敗退、過去の世界へ送還される。八年後には残った二人と少年の風貌をした新顔が一人加わっており、リーダー格へ納まる。後に彼によって神雲に封じられた龍・ナダレが目覚めさせられた。このリーダー格は一族の中でも「賢人寮」と言う機関出身で、有能ではあるが性格が悪い。
闇達の幽界へ潜入し、心を折ることで狂わせ洗脳する術を持つ。相手の想像する「最強の存在」を自己に投影する術の他、リーダー格の無の民は意識の数で勝る千夜をも退ける「太陽神（アマテラス）」を始めとした「強者の幻影」を扱う。
神雲＝ナダレに続いて万象王を従え、通る先で灼岩を始めとした行き会った闇を片っ端から捕らえて自身の「千鬼夜行」を率いて、断怪衆本山にて千夜一行を待ち構える。
作中よりはるかな過去の時代からやってきており、一族の滅亡を回避するために霊的特異点である千本妖狐（迅火）と千怪の宝玉（千夜）を必要としている。幽界にて山戸猛の提案による話し合いと八卦猫の説明を受けて残った3人のうち、2人は過去に帰ったが、最後の1人は全ての時代を巡ってでも故郷を救う方法を探すことを選んだ。
黒月斎（こくげつさい）
声 - 千葉繁
迅火の師匠。「不死鳥殺し」の異名を持つ無敵の武仙として名を馳せる。オオヤマミツチヒメを押し倒そうとしては張り飛ばされ、それを繰り返すうちに強くなったという経歴を持つ、神に鍛えられた男。精霊転化を編み出した。
第一部が開始した時点で亡くなっており、作中の人物の会話の中にのみ登場していたが、第二部八年後にて亡霊の状態で泰山にとり憑き、月湖の前に現れる。前述の通りのドスケベだが、迅火が山の神から話を聞くまで知らなかったことから、彼の前ではそのような素振りは見せなかった模様。偽り、欺き、陥れる「悪」こそが人間の秀でたるものという持論を持つ。月湖に左道の素質を見出し、仕込む。また千本妖狐と同じ地枯らしの能力を持つ「ひょうたん」も授けた。
とり憑いていた泰山が土地に括られてしまったため、今度は華寅の分霊に乗り移る。取り憑く様を見ていた斬蔵いわく、かなり異様な感じに乗り移る模様。千本妖狐解放戦後には心残りも晴れたのか、姿を消した（成仏したのかは不明）。
断怪衆の野禅とは旧知の間柄。前述の通り、「悪」を標榜するような人物だが、迅火と千夜の戦いでは迅火の戦いぶりに一喜一憂する弟子バカな一面をみせた。

### 第二部より登場するその他の人物・闇
ムド
声 - 松岡禎丞
タゴに話を持ちかけられて千夜を試しに来た黒龍の少年。傲岸不遜。龍の姿にもなれるが、普段は人間に擬態している。神雲と同じ龍の気は千夜の体内の闇達を委縮させ、当初は殆ど戦うことができなかった。
龍の高い霊力と身体能力、天性の戦闘センスを併せ持つ。雷を使役する他、初めて見た轟震天をただの見様見真似で再現をしてみせた。気性が荒く、戦闘を渇望するが自身の圧倒的な強さ故に大抵の者とは戦いにすらならないため、登場当初からなおのこと苛ついていた。千夜と互角の戦いを繰り広げた際、初めて彼を受け止める存在に涙する。千夜に敗れた後、千夜が扱った「人間の技」に興味を持つ。武芸の師を探して回った末に道錬に行きあたり、不意打ち気味で急襲するがまるで歯が立たず返り討ちに遭う。その果ての「武」と「拳」の問答にて感服し、弟子入りした。
八年後、その師匠である道錬と共に再登場。他者を敬う事を覚え、猩々達の酒に感服し戦闘以外にも価値を見出すなど精神的に成長したためか、それが外見にも反映し千夜達と同年代の青年となっている。以前と比べるとタゴや千夜が驚くほど素直。猩々達を救出し、叔父のナダレや万象王を倒すために千夜と道錬に同行し、断怪衆本山にて万象王の大型分霊と激闘を繰り広げた。
迅火と千夜の戦いではその様子を傍観していた。後日談では孫硯の棲む山に間借りしながら囲碁・将棋・俳句・盆栽・もの作りと趣味に生きる日々を送っている。
身内に姉を持つとのこと。
タゴ
声 - 大畑伸太郎
自身は大した力を持たないが、情報収集と口の上手さは中々の闇。闇の盗賊団「百鬼夜行」を組織したが、居合わせた千夜に潰され、復讐の機をうかがって八本松剣鬼やムドをけしかけている。タゴ刀という短刀を所持していたが、月湖に奪われた。
果心居士という人間に成りすまし松永久秀に取り入り、［［永禄の変］］にも加担した。
第二部八年後では打倒千夜のために呪術の研究をしているうちに暴走していたところを千夜の幽界干渉により助けられるが、「覚えてろよ」と捨て台詞を残して去った。それ以後も何かしら思いついては失敗して逃げるコメディリリーフな役どころ。
その後霊力に頼らない武器を手に入れるが、出くわした千夜に壊され龍（ナダレ）を探すのを手伝わされる。結局ナダレではなくムドと行きあたり、断怪衆本山に向かうことになった千夜たちにお役御免を言い渡されるが、壊された鉄砲の代わりに本山に死蔵されている呪具・霊具目当てに同行。放棄されていた地下研究所跡でバリーが使った物と同じ増加武装霊具を発見する。逃亡を図った野禅たちと空中で衝突、そのまま同行することとなる。野禅が病死してからはとうとう悪事からは足を洗い、ムドの口利きで孫硯の丁稚となる。
後日談では、丁稚役は子の「タコ」に任せ、人に化けては下界の賭場に入り浸っている。
タコ
声 - 伊藤ゆいな
タゴの子。どうやって生まれたのかは不明。孫硯の許で下働きをしているが育ちが良かったのか、親と比べて非常に真面目で温厚な性格。

足利義輝
声 - 羽多野渉、杉山里穂（幼少期）
室町幕府第十三代将軍。幼名は菊童丸。史実と同じであれば30歳（満29歳）。剣聖の名に恥じぬ実力を持ち、「（物の例えではなく冗談抜きで）鳥になりたい」と言い放つ。その豪快な人柄は千夜に道錬のことを思い浮かばせた。
剣技を極めるうち時を斬ることさえ可能になり、ついには自身の生涯すべてを見通すことになる。そのために自身が松永久秀に攻められ、命を落とすことも予知してしまうが、家人を逃すこと以外は抗おうとはしなかった。
永禄の変ではたった一人で勝ってしまうのではないかと思えるほどの人間離れした実力で松永久秀の兵達を圧倒する。その様は京の小妖達も見惚れるほどであった。
だが突如現れた五人組に気を取られているうちに、隙をついた松永久秀の刃によって命を落とす。この際、自身の剣技を見ても自ら立ち向かってきた松永久秀の行動を評価した。最期に自身の「鳥になりたい」という願望を叶えてくれた真介に対し、《風祭》と言う姓を贈る。
その魂は華寅との契約によって剣に封じられ、対無の民への切り札とされる。
華寅（はなとら）
声 - 伊藤静
京の大土地神。女性だが、断固として服を着ようとしない。狂神となった分霊（わけみ）を倒した千夜に礼を告げた。分身ごとに外見・性格・口調がそれぞれ異なり、作中で登場回数が多いのは幼女の分霊。永禄の変では義輝と斬蔵、真介を除く御所の人間を都郊外の村に保護した後、千夜と月湖を八年間鍛えた。泰山が土地に括られてしまったため、黒月斎に近くにいた華寅の分霊が新しい依り代として取り憑かれる。オオヤマミツチヒメとは既知の仲で、互いが互いの人間に対する修行方針に対して「あいつもえげつないことをする」と評するなど、その口ぶりから悪友同士であることがうかがえる。
オオヤマミツチヒメと比較して人と近しく生きてきたためか、義輝や真介に好意を持っており、良くも悪くも人間好きなタイプ。真介には都度、早く我のものになれとアプローチをかけているが毎度軽く流されている。
松永久秀
声 - てらそままさき
永禄の変を起こし足利義輝の命を狙う。足利義輝の圧倒的な強さ、五人組の登場など殆どの者が驚愕しうろたえる中、隙をついて自ら足利義輝の命を奪った。
第一部でも名前だけは登場しており、主筋に当たる管領代・三好長慶の呪殺を氷岩に依頼している。
八卦猫
声 - 新谷真弓
とある庵に住み、占いを生業とする猫の闇。珍しい石を集めるのが趣味で占いを望む者は対価として探してこなければならない。大抵の物事は「視えている」ためか、肝心なことをその場で言わず、回りくどいことも多い。
万象王（ばんしょうおう）
声 - 井上和彦
巨大な入道雲の闇。千夜とムドの決闘の舞台となる。8年後、無の民に支配され、彼らの本拠地とされる。断怪衆本山において国を覆わんばかりの巨体を人間大に凝縮した姿となるが、無の民の命令にも従わず、神雲と道錬の決闘を傍観している。
実は8年前にみた千夜とムドの勝負から「自分も戦ってみたい」と思うようになり、その相手として2人に目を付けていた。
せつ
声 - 奥友沙絢
雪女。無の民に支配された闇軍団の一員だったが、千夜の幽界干渉で解き放たれる。その際に千夜に一目ぼれしたらしく、千夜から離れなくなってしまう。後日談では、彼女の棲家が千夜の雪山登山の目的地になっているほか、普段は放浪している千夜への依頼の取次ぎをしている。
孫硯（そんけん）
霊山に棲む、猿の闇。斉天大聖から呪・霊・道・仙の術を学んだインテリだが、本人によると武術は習わなかったとのこと。後日談でもムドを居候させており、口利きがあったとはいえタゴを丁稚として雇い入れている。
古恩（ふるおん）
声 - ふくまつ進紗
年老いた犬の闇。かつての知己であった銀髪の一族「雲蔵」を探しているが、無の民に狂神にされる。千夜によって解き放たれるが寿命を迎えて逝った。
古苔（ふるごけ）
声 - 鉄平
月湖の村で一村民として暮らしている闇。第二部開始時点での真介と千夜の居候先でもある。彼らの正体を疑問に思いつつも世話を焼き、村を出て行く真介に村の守護者となって欲しいと告げ、飲み比べで止めようとした。
山戸 猛（やまと たける）
声 - 斉藤壮馬
迅火の双子の兄で妖精眼をもつ片割れ。無の民に攫われていたが、幽界を通じて千夜の前に現れる。他人をからかうのを好み、迅火と比べると一面的な考えにとらわれない広い視野を持つ。
千代（ちよ）
神雲＝雲蔵の妻で千夜の母。神雲が障怪退治の依頼で訪れた村で一目惚れして、彼女と結ばれるために一度断怪衆をやめさせた女性。
結婚し千夜も生まれ幸せに暮らしていたが、神雲が不在中に彼に恨みを持つ闇の集団に村を襲撃され、生まれたばかりの千夜を壺に隠すのが精一杯で自身は殺され、村は千夜を残して全滅する。
この事件は神雲の心の深い傷となり、断怪衆に戻り力で闇を畏怖させる事こそ肝要と思わせる契機となった。
千夜が己のなりたい者が「多くと共に在る者」だと幽界で自覚した時は、神雲に寄り添い微笑んでいて母の顔も覚えていなかった千夜の中に彼女の愛も確かに在る事を示された。

## 用語
闇（かたわら）
作中における魑魅魍魎・亡霊・変化の総称。「傍に在る者」と言う意味で「闇（かたわら）」と呼ばれる。また、特に人間に危害を加える存在を「障怪（さわり）」と称する。
真介によると、人間の肉は闇を狂わせる麻薬の様なもので、闇のためにも喰わない方が良い代物らしい。
呪符（じゅふ）
符に霊力を込めることで、書かれた式に従い発動する。主な使い手は山戸迅火、野禅、烈深、りんず、月湖。本作では五行の術や遠隔通信、煙幕、幻術、魂寄せ等、様々な場面で使われる。同作者の著作『散人左道』にも全く同じものが登場する。
精霊転化（せいれいてんげ）
闇の血を飲むことでその霊力に同調し、一時的に「精霊態」と呼ばれる半闇の姿となる秘術。精霊態は基本的に同調した闇を象った形態になり、血を提供した闇は逆に人間に近くなる。迅火とたま、および野禅とくずのはが使用可能。
妖精眼（ようせいがん）
特異体質。持ち主は双子で生まれ、揃っていると悪しき障怪を呼び寄せてしまう他、それぞれが命を共有しており一人が死ぬともう一人も死亡してしまう。その代償に霊力が向上し、持ち主によって様々な能力を持つ。山戸迅火および双子の兄弟が所持している妖精眼は「霊気の流れを視覚化し認識する」力を持つ。また、オッドアイである。
無の民の五人組も全員妖精眼であるが特殊能力は不明。ただし妖精眼の命の共有の特性を用い、片割れの居場所を時間を越えて感じ取ることにより、過去へ帰還する際の道しるべとなる。この時代へ派遣されてきた無の民が妖精眼持ちのみを選出したのはこのためと思われる。
後日談では迅火の妖精眼だったと思われる左目が失われている。迅火には双子の兄・猛が存在するが、妖精眼を持つ片割れの迅火が闇化して生きている以上、人間である猛が「寿命がきても死ねなくなったか、猛の死に引きずられないため」妖精眼を捨てて、霊的な繋がりを切り離したと考えられる。
同作者の著作『散人左道』にも全く同じものが登場する。
断怪衆（だんがいしゅう）
闇と対峙するために結成された霊力僧兵による武闘集団。本来は無差別に闇を迫害することはなく、障怪のみを対象としている。だが、最近は野禅の開発した霊力改造人間によって天下統一を画策する幹部が増えている。
轟震天（ごうしんてん）
断怪衆僧兵の奥義。霊力によるエネルギー波を放つ。簡易呪式等でも発動可能。主な使い手は千夜、灼岩、氷岩、烈深、印河、央鳳。また、各地方を巡る旅の断怪衆僧兵にも使い手は多い。

霊力強化改造人間（れいりょくきょうかかいぞうにんげん）
野禅の研究過程で生み出された闇と人間の融合体。闇を肉体ごと取り込むことで闇の能力と桁違いの霊力を持つが、あくまで人間を主体としているので寿命は並みの人間より多少長生きする程度。
神雲、道錬、千夜の様に単純に闇と融合した旧世代、そして呪具・霊具を組み込んだ新型が存在する。氷岩と灼岩は旧世代だが通常の融合に加え簡易型の呪術発動機構を組み込んでいるため後者に属する。
魂寄せ（まぶいよせ）
遠くに離れた契約対象者を術者の前に呼び出す霊術。長距離空間転移と呼ばれる高等技術で迅火曰く、習得する手間を考えれば他の手段を講じた方が早く、他にも色々条件がありとにかく難しい術とのこと。現時点で使用が確認されているのは、それを専門に修行を受けていたりんずのみ。
契約の際には符に名前（対象者が「自分を示すと認識している印」）を書いて術者に渡せばよい。呪符は召喚の際に砕け散る。
狂神（くるいがみ）
正気を失った闇。中でも土地神クラスの闇がそうなった場合の呼称。五人組（無の民）の手で幽界側から「自身が認める最強の敵のイメージ」に攻められることで正気を失ってしまう。
幽界（ゆうかい）
当作品における幽界は、いわゆる精神世界を指す。千夜が自らの裡に宿る千の闇と対話する際はこの世界へ訪れる必要がある。幽界での姿は己の精神年齢に準ずるため、精神的成長を遂げると肉体よりも大きくなることもある。ただし千夜は8年後時点でもまだ子どもの姿のままだった。他者の精神世界へ潜り込む幽界干渉や、真介のように幽界での剣術の修練（イメージトレーニングに相当するものと思われる）等の技術が存在する。幽界での強さは霊力よりも意識の数や想像力、そして何より自分の意思の強さが重要になる。無の民は相手の心の折り、その隙を突いて意思を奪い洗脳している。
ここで言う「強さ」とはどのような状況でも堪え、凌ぎきる「しなやかさ」であり、自身の弱さや欠点を認め、受け入れる「寛容さ」でもある。よって自分の弱さや欠点を認められないモノは却って術中にハマりやすい。
左道（さどう）
本来の意味は邪道を指す（中国では右を尊び、左を正しくないとしたところから）。当作品においては、黒月斎曰く、左道とは戦いにおけるズルであり裏技である。相手の虚や意表を突く詭道や、千本妖狐相手に同じ地枯らしの術を用いて大量の精気を集める邪法なども勝つために積極的に取り入れる戦法。同作者の著作『散人左道』にも左道を用いる「黒月真君」フブキが登場する。

## 書誌情報
- 水上悟志 『戦国妖狐』 マッグガーデン〈BLADE COMICS〉、全17巻
  1. 2008年8月9日発売[12]、ISBN 978-4-86127-522-7
  2. 2009年2月10日発売[13]、ISBN 978-4-86127-590-6
  3. 2009年11月10日発売[14]、ISBN 978-4-86127-672-9
  4. 2010年4月10日発売[15]、ISBN 978-4-86127-727-6
  5. 2010年11月10日発売[16][17]、ISBN 978-4-86127-785-6
  6. 2011年3月10日発売[18]、ISBN 978-4-86127-833-4
  7. 2011年8月10日発売[19]、ISBN 978-4-86127-875-4
  8. 2012年1月10日発売[20]、ISBN 978-4-86127-932-4
  9. 2012年7月10日発売[21]、ISBN 978-4-8000-0018-7
  10. 2012年12月10日発売[22]、ISBN 978-4-8000-0070-5
  11. 2013年6月10日発売[23]、ISBN 978-4-8000-0170-2
  12. 2013年12月10日発売[24]、ISBN 978-4-8000-0239-6
  13. 2014年8月9日発売[25]、ISBN 978-4-8000-0344-7
  14. 2015年2月10日発売[26]、ISBN 978-4-8000-0414-7
  15. 2015年8月10日発売[27]、ISBN 978-4-8000-0485-7
  16. 2016年2月10日発売[28]、ISBN 978-4-8000-0533-5
  17. 2016年6月10日発売[29]、ISBN 978-4-8000-0585-4

### 新装版
- 水上悟志 『戦国妖狐 新装版』 マッグガーデン〈BLADE COMICS〉、全6巻
  1. 2023年11月9日発売[6][30]、ISBN 978-4-8000-1383-5
  2. 2023年11月9日発売[6][31]、ISBN 978-4-8000-1384-2
  3. 2023年12月8日発売[32]、ISBN 978-4-8000-1402-3
  4. 2023年12月8日発売[33]、ISBN 978-4-8000-1403-0
  5. 2024年1月10日発売[34]、ISBN 978-4-8000-1413-9
  6. 2024年1月10日発売[35]、ISBN 978-4-8000-1414-6

## テレビアニメ
全3クールで、「世直し姉弟編」と「千魔混沌編」の2部から構成。第一部『戦国妖狐 世直し姉弟編』は、2024年1月から4月までTOKYO MXほかにて放送された。第二部『戦国妖狐 千魔混沌編』は、同年7月から12月まで連続2クールでTOKYO MXほかにて放送された。
最終話のネット配信版は、テレビ放送版で時間の都合上入らなかったシーンを追加したものとなっている。

### スタッフ
- 原作 - 水上悟志[1]
- 監督 - 相澤伽月[1]
- シリーズ構成・脚本 - 花田十輝[1]
- キャラクターデザイン - 奥田陽介[1]
- 総作画監督 - 奥田陽介[7]、小林真平[7]、八重樫洋平[7]
- プロップデザイン - 張紹偉[7]、林可爲[7]、児玉裕之[7]
- 闇デザイン - 張紹偉[7]
- 美術監督 - 宮本実生[7]
- 色彩設計 - 佐藤美由紀[7]
- 撮影監督 - 堀野大輔[7]
- 3DCGディレクター - 秋元央[7]
- 編集 - 黒澤雅之[7]
- 音響監督 - 飯田里樹[7]
- 音楽 - EVAN CALL[7]
- 音楽制作 - ランティス、ハートカンパニー、ミラクル・バス
- 音楽プロデューサー - 斎藤滋
- プロデューサー - 蔡愛蓮、岩本晶子、臼井久人、曹聡、松井優子、臼倉竜太郎、早野義人、安藤盛治、本橋修一、山崎洋輔
- 制作プロデューサー - 岩佐岳
- アニメーションプロデューサー - 加藤晋一朗
- アニメーション制作 - WHITE FOX[1]
- 製作 - 戦国妖狐アニメ化事業部

### 主題歌
「HIBANA」
MindaRynによる第一部オープニングテーマ。作詞はSACHIKO、作曲・編曲は小山寿。
「夕闇のうた」
KEIKOによる第一部エンディングテーマ。作詞・作曲・編曲は梶浦由記。
「KATAWARA」
STEREO DIVE FOUNDATIONによる第二部オープニングテーマ。作詞・作曲・編曲はR・O・N。
「夜の隨」
七海ひろきによる第二部第1クールエンディングテーマ。作詞・作曲・編曲は松本明人。
「万里一空」
Rainy。による第二部第2クールエンディングテーマ。作詞は雨宮二己、作曲・編曲はYOSHIHIRO。

#### 挿入歌
「赤泥」
MindaRynによる挿入歌。第二部第5話での足利義輝の抜刀シーンなどで用いられる。最終クールのストーリーPVでも使用されている。作詞はSACHIKO、作曲・編曲はEvan Call。

### 各話リスト
| 話数                   | サブタイトル             | 絵コンテ               | 演出                   | 作画監督 | 初放送日               |                        |                        |                        |                        |                        |                        |                        |                        |                        |                        |                        |                        |                        |                        |                        |                        |                        |                        |                        |
| 第一部『世直し姉弟編』 | 第一部『世直し姉弟編』   | 第一部『世直し姉弟編』 | 第一部『世直し姉弟編』 | 第一部『世直し姉弟編』 | 第一部『世直し姉弟編』 | 第一部『世直し姉弟編』 | 第一部『世直し姉弟編』 | 第一部『世直し姉弟編』 | 第一部『世直し姉弟編』 | 第一部『世直し姉弟編』 | 第一部『世直し姉弟編』 | 第一部『世直し姉弟編』 | 第一部『世直し姉弟編』 | 第一部『世直し姉弟編』 | 第一部『世直し姉弟編』 | 第一部『世直し姉弟編』 | 第一部『世直し姉弟編』 | 第一部『世直し姉弟編』 | 第一部『世直し姉弟編』 | 第一部『世直し姉弟編』 | 第一部『世直し姉弟編』 | 第一部『世直し姉弟編』 | 第一部『世直し姉弟編』 | 第一部『世直し姉弟編』 |
| ---------------------- | ------------------------ | ---------------------- | ---------------------- | --- | ---------------------- | ---------------------- | ---------------------- | ---------------------- | ---------------------- | ---------------------- | ---------------------- | ---------------------- | ---------------------- | ---------------------- | ---------------------- | ---------------------- | ---------------------- | ---------------------- | ---------------------- | ---------------------- | ---------------------- | ---------------------- | ---------------------- | ---------------------- |
| #1                     | 我ら乱世を憂う者         | 相澤伽月               | 山田加余仲             | 三島千枝 二林翔太 | 2024年 1月11日         |                        |                        |                        |                        |                        |                        |                        |                        |                        |                        |                        |                        |                        |                        |                        |                        |                        |                        |                        |
| #2                     | 灼岩                     | 相澤伽月               | 吉井勝也               | 新村香奈 耳浦朋彰 | 1月18日                |                        |                        |                        |                        |                        |                        |                        |                        |                        |                        |                        |                        |                        |                        |                        |                        |                        |                        |                        |
| #3                     | 永禄七年                 | 相澤伽月               | 加藤洋人               | 加藤洋人 丸山修二 八重樫洋平 | 1月25日                |                        |                        |                        |                        |                        |                        |                        |                        |                        |                        |                        |                        |                        |                        |                        |                        |                        |                        |                        |
| #4                     | 迅火と人間               | 佐藤雄三               | 福井洋平               | 大髙雄太 | 2月1日                 |                        |                        |                        |                        |                        |                        |                        |                        |                        |                        |                        |                        |                        |                        |                        |                        |                        |                        |                        |
| #5                     | 氷岩                     | そえたかずひろ         | 曽根利幸               | 八重樫洋平 大髙雄太 兵渡勝 | 2月8日                 |                        |                        |                        |                        |                        |                        |                        |                        |                        |                        |                        |                        |                        |                        |                        |                        |                        |                        |                        |
| #6                     | ふこう                   | 坂田純一               | 小島隆史               | 耳浦朋彰 木宮亮介 大髙雄太 齊藤貴巳一 FanDongDong SunJiwei Wei Xu Long                                                             | 2月15日                |                        |                        |                        |                        |                        |                        |                        |                        |                        |                        |                        |                        |                        |                        |                        |                        |                        |                        |                        |
| #7                     | 火岩と芍薬               | 佐藤雄三               | 山田加余仲             | 岩田景子 五月麻帆 | 2月22日                |                        |                        |                        |                        |                        |                        |                        |                        |                        |                        |                        |                        |                        |                        |                        |                        |                        |                        |                        |
| #8                     | 魔剣士                   | 坂田純一               | 土屋浩幸               | 大髙雄太 耳浦朋彰 | 2月29日                |                        |                        |                        |                        |                        |                        |                        |                        |                        |                        |                        |                        |                        |                        |                        |                        |                        |                        |                        |
| #9                     | 山の神（前）             | 路比塚環竿             | 路比塚環竿             | 木宮亮介 兵渡勝 馮含露 二林翔太 | 3月7日                 |                        |                        |                        |                        |                        |                        |                        |                        |                        |                        |                        |                        |                        |                        |                        |                        |                        |                        |                        |
| #10                    | 山の神（後）             | 頂真司                 | 三川智美               | 大髙雄太 岩田景子 齊藤貴巳一 FanDongDong SunJiwei Wei Xu Long                                                                      | 3月14日                |                        |                        |                        |                        |                        |                        |                        |                        |                        |                        |                        |                        |                        |                        |                        |                        |                        |                        |                        |
| #11                    | 断怪衆最強の男           | 毛利和昭               | 上田芳裕               | 中田正彦 佐々木舞 | 3月21日                |                        |                        |                        |                        |                        |                        |                        |                        |                        |                        |                        |                        |                        |                        |                        |                        |                        |                        |                        |
| #12                    | 迅火と道錬と竹吉とバリー | 坂田純一               | 嵯峨敏                 | 耳浦朋彰 大髙雄太 兵渡勝 岩田景子 齊藤貴巳一 三浦瞳 ProMEtheus                                                                     | 3月28日                |                        |                        |                        |                        |                        |                        |                        |                        |                        |                        |                        |                        |                        |                        |                        |                        |                        |                        |                        |
| #13                    | 神獣                     | 相澤伽月 頂真司        | 山田加余仲             | 真中結 大髙雄太 岩田景子 三浦瞳 | 4月4日                 |                        |                        |                        |                        |                        |                        |                        |                        |                        |                        |                        |                        |                        |                        |                        |                        |                        |                        |                        |
| 第二部『千魔混沌編』   |                          |                        |                        | |                        |                        |                        |                        |                        |                        |                        |                        |                        |                        |                        |                        |                        |                        |                        |                        |                        |                        |                        |                        |
| #1                     | 千鬼夜行                 | 上田芳裕               | 佐々木秀一 上田芳裕    | 馮含露 兵渡勝 真中結 大髙雄太 耳浦朋彰                                                                                             | 7月18日                |                        |                        |                        |                        |                        |                        |                        |                        |                        |                        |                        |                        |                        |                        |                        |                        |                        |                        |                        |
| #2                     | 黒龍                     | 末田宜史               | 三川智美               | 大髙雄太 真中結 三橋桜子 岩田景子 齊藤貴巳一                                                                                       | 7月25日                |                        |                        |                        |                        |                        |                        |                        |                        |                        |                        |                        |                        |                        |                        |                        |                        |                        |                        |                        |
| #3                     | 荒れ都の狂神             | 西園寺影安             | 西園寺影安             | 兵渡勝 馮含露 耳浦朋彰 王國年 三浦瞳                                                                                               | 8月1日                 |                        |                        |                        |                        |                        |                        |                        |                        |                        |                        |                        |                        |                        |                        |                        |                        |                        |                        |                        |
| #4                     | 千夜と月湖               | 渡部高志               | 渡部高志               | 榊耕太朗 八重樫洋平 王國年 大髙雄太 FanDongdong Wei Xu Long SunJiwei Seo Chae-young                                                | 8月8日                 |                        |                        |                        |                        |                        |                        |                        |                        |                        |                        |                        |                        |                        |                        |                        |                        |                        |                        |                        |
| #5                     | 時、来たるべく来る       | 上田芳裕               | 関谷真実子             | 齊藤貴巳一 | 8月15日                |                        |                        |                        |                        |                        |                        |                        |                        |                        |                        |                        |                        |                        |                        |                        |                        |                        |                        |                        |
| #6                     | 雲の上まで               | 山内重保               | 山内重保               | 小島彰 大髙雄太 岩田景子 | 8月22日                |                        |                        |                        |                        |                        |                        |                        |                        |                        |                        |                        |                        |                        |                        |                        |                        |                        |                        |                        |
| #7                     | 旅の終わり               | 佐藤雄三               | 佐々木秀一             | 岩田景子 齊藤貴巳一 大髙雄太 三橋桜子 馮含露                                                                                       | 8月29日                |                        |                        |                        |                        |                        |                        |                        |                        |                        |                        |                        |                        |                        |                        |                        |                        |                        |                        |                        |
| #8                     | 古恩                     | 松尾衡                 | 関谷真実子             | 兵渡勝 榊耕太朗 松下清志 鳥之海恋子                                                                                                | 9月5日                 |                        |                        |                        |                        |                        |                        |                        |                        |                        |                        |                        |                        |                        |                        |                        |                        |                        |                        |                        |
| #9                     | 千夜と神雲               | 山田加余仲             | 土屋浩幸               | 小島彰 耳浦朋彰 王國年 李文婧 雷江龍 Lee Sung-Hi FanDongdong SunJiwei Wei Xu Long                                                  | 9月12日                |                        |                        |                        |                        |                        |                        |                        |                        |                        |                        |                        |                        |                        |                        |                        |                        |                        |                        |                        |
| #10                    | 千夜の八年               | 今泉賢一               | 山道有栖               | 炎珏動画 Lee Sung-Hi Choi Eunyoung Bae Jeeun Kim Jungrim Kim Gi-yeob FanDongdong SunJiwei Wei Xu Long                              | 9月19日                |                        |                        |                        |                        |                        |                        |                        |                        |                        |                        |                        |                        |                        |                        |                        |                        |                        |                        |                        |
| #11                    | 千魔混沌を巡って         | 頂真司                 | 佐々木秀一             | 三橋桜子 馮含露 松下清志 Lee Sung-Hi FanDongdong SunJiwei Wei Xu Long                                                              | 10月10日               |                        |                        |                        |                        |                        |                        |                        |                        |                        |                        |                        |                        |                        |                        |                        |                        |                        |                        |                        |
| #12                    | 決戦の地                 | 毛利和昭               | 関谷真実子             | 齊藤貴巳一 三浦瞳 | 10月17日               |                        |                        |                        |                        |                        |                        |                        |                        |                        |                        |                        |                        |                        |                        |                        |                        |                        |                        |                        |
| #13                    | 遭遇 さいかい            | 頂真司                 | 土屋浩幸               | 中田正彦 佐々木舞 | 10月24日               |                        |                        |                        |                        |                        |                        |                        |                        |                        |                        |                        |                        |                        |                        |                        |                        |                        |                        |                        |
| #14                    | 開眼                     | 頂真司                 | 西山祐樹 田中良治      | 顧金秋 杭新华 ゾン テン STUDIO MASSKET                                                                                             | 10月31日               |                        |                        |                        |                        |                        |                        |                        |                        |                        |                        |                        |                        |                        |                        |                        |                        |                        |                        |                        |
| #15                    | 万象王、降臨             | 金澤洪充               | 関谷真実子             | 大髙雄太 馮含露 三橋桜子 | 11月7日                |                        |                        |                        |                        |                        |                        |                        |                        |                        |                        |                        |                        |                        |                        |                        |                        |                        |                        |                        |
| #16                    | 道介と雲蔵               | 山内重保               | 山内重保               | 小島彰 耳浦朋彰 兵渡勝 岩田景子 | 11月14日               |                        |                        |                        |                        |                        |                        |                        |                        |                        |                        |                        |                        |                        |                        |                        |                        |                        |                        |                        |
| #17                    | 異形達の宴               | 西園寺影安             | 鳥羽聡                 | 石田充知子 和泉百香 佐々木正広 佐野勝 中島達也 二宮奈那子 三谷暢之 山本恭平 無錫月霊動画 DR MOVIE                                  | 11月21日               |                        |                        |                        |                        |                        |                        |                        |                        |                        |                        |                        |                        |                        |                        |                        |                        |                        |                        |                        |
| #18                    | 雲を跳び越えて           | 金澤洪充               | 関谷真実子             | 鳥之海恋子 齊藤貴巳一 | 11月28日               |                        |                        |                        |                        |                        |                        |                        |                        |                        |                        |                        |                        |                        |                        |                        |                        |                        |                        |                        |
| #19                    | 夜明け                   | 山内重保               | 山内重保               | 中田正彦 中敷沙織 耳浦朋彰 大髙雄太                                                                                                | 12月5日                |                        |                        |                        |                        |                        |                        |                        |                        |                        |                        |                        |                        |                        |                        |                        |                        |                        |                        |                        |
| #20                    | 多くと共に在る者         | 渡部高志               | 渡部高志               | 木宮亮介 三橋桜子 耳浦朋彰 大髙雄太 松下清志 馮含露 GAONNURI ProMEtheus Wang Xiao-ming Fan Dong-dong Yin Shao-feng Hwang Hyun-grak | 12月12日               |                        |                        |                        |                        |                        |                        |                        |                        |                        |                        |                        |                        |                        |                        |                        |                        |                        |                        |                        |
| #21                    | 迅火とたま               | 山内重保               | 山内重保               | 岩田景子 小島彰 | 12月19日               |                        |                        |                        |                        |                        |                        |                        |                        |                        |                        |                        |                        |                        |                        |                        |                        |                        |                        |                        |
| #22                    | 時の彩の詩が咲く         | 山内重保               | 山内重保               | 志田ただし | 12月26日               |                        |                        |                        |                        |                        |                        |                        |                        |                        |                        |                        |                        |                        |                        |                        |                        |                        |                        |                        |

### 放送局
| 放送期間               | 放送時間                     | 放送局         | 対象地域   | 備考                                   |
| ---------------------- | ---------------------------- | -------------- | ---------- | -------------------------------------- |
| 2024年1月11日 - 4月4日 | 木曜 0:00 - 0:30（水曜深夜） | TOKYO MX       | 東京都     |                                        |
|                        | 木曜 1:29 - 2:00（水曜深夜） | メ〜テレ       | 中京広域圏 | 製作参加                               |
|                        | 木曜 2:14 - 2:44（水曜深夜） | 朝日放送テレビ | 近畿広域圏 | 『水曜アニメ〈水もん〉』第1部          |
| 2024年1月12日 - 4月5日 | 金曜 23:30 - 土曜 0:00       | BS朝日         | 日本全域   | 製作参加 / BS/BS4K放送 / 『アニメA』枠 |

| 配信開始日    | 配信時間                   | 配信サイト |
| ------------- | -------------------------- | --- |
| 2024年1月11日 | 木曜 0:00（水曜深夜） 更新 | Netflix dアニメストア （本店・ニコニコ支店・for Prime Video） U-NEXT アニメ放題 |
| 2024年1月13日 | 土曜 0:00（金曜深夜） 更新 | J:COM STREAM （見放題） TELASA （見放題プラン） milplus見放題パックプライム auスマートパスプレミアム Amazon Prime Video Lemino ABEMA バンダイチャンネル Hulu DMM TV FOD ニコニコ動画 |
| 2024年1月14日 | 日曜 12:00 更新            | TVer |

| 放送期間                 | 放送時間                     | 放送局         | 対象地域   | 備考                                   |
| ------------------------ | ---------------------------- | -------------- | ---------- | -------------------------------------- |
| 2024年7月18日 - 12月26日 | 木曜 0:00 - 0:30（水曜深夜） | TOKYO MX       | 東京都     |                                        |
|                          | 木曜 1:29 - 2:00（水曜深夜） | メ〜テレ       | 中京広域圏 | 製作参加                               |
|                          | 木曜 2:44 - 3:14（水曜深夜） | 朝日放送テレビ | 近畿広域圏 | 『水曜アニメ〈水もん〉』第2部          |
| 2024年7月19日 - 12月27日 | 金曜 23:30 - 土曜 0:00       | BS朝日         | 日本全域   | 製作参加 / BS/BS4K放送 / 『アニメA』枠 |

| 配信開始日    | 配信時間                   | 配信サイト |
| ------------- | -------------------------- | --- |
| 2024年7月18日 | 木曜 0:00（水曜深夜） 更新 | Netflix dアニメストア（本店・ニコニコ支店・for Prime Video） U-NEXT アニメ放題 |
| 2024年7月20日 | 土曜 0:00（金曜深夜） 更新 | J:COM STREAM（見放題） TELASA（見放題プラン） milplus見放題パックプライム auスマートパスプレミアム Amazon Prime Video Lemino ABEMA バンダイチャンネル Hulu DMM TV ニコニコ動画 TVer |

### BD
| 巻 | 発売日        | 収録話         | 規格品番    |
| -- | ------------- | -------------- | ----------- |
| 上 | 2024年3月27日 | 第1話 - 第6話  | AMU-ANM5311 |
| 下 | 2024年5月29日 | 第7話 - 第13話 | AMU-ANM5321 |

| 巻 | 発売日         | 収録話          | 規格品番    |
| -- | -------------- | --------------- | ----------- |
| 上 | 2024年11月27日 | 第1話 - 第10話  | AMU-ANM5331 |
| 下 | 2025年3月26日  | 第11話 - 第22話 | AMU-ANM5341 |

## 舞台
『戦国妖狐 THE STAGE 世直し姉弟編』（せんごくようこ ザ ステージ よなおしきょうだいへん）のタイトルで、2024年9月27日から10月4日までシアター1010にて上演された。

### スタッフ（舞台）
- 原作 - 水上悟志[4]
- 監修協力 - マッグガーデン[4]、戦国妖狐アニメ化事業部[4]
- キャラクターデザイン - 奥田陽介[4]
- 脚本・演出 - 伊勢直弘[4]
- 振付 - 五関晃一[4]
- 殺陣 - 中村誠治郎[4]
- 音楽 - 濱田貴司[47]
- 舞台監督 - 西川也寸志[47]
- 造型 - 平野雅史[47]
- 音響 - 今村太志[47]
- 照明 - 村山寛和[47]
- 映像 - 川崎貴司[47]
- 舞台美術（プラン） - 濱田真輝[47]
- 舞台美術 - イトウ舞台工房[47]
- ヘアメイク - 松前詠美子[47]
- 衣装 - 三田村帆乃香（藤衣裳）[47]
- 演出助手 - 高島大輝[47]、宮内愛実[47]
- 宣伝 - 森太[47]
- web制作 - 岡本宏輔[47]
- 宣伝美術 - 圓岡淳[47]
- 宣伝写真 - 金山フヒト[47]
- 制作 - 大森晴香[47]、style office[47]
- 会場運営 - style office[47]
- キャスティング - 松永琴[47]
- 制作 - ABC&SET[47]
- 主催 - 戦国妖狐 THE STAGE 製作委員会[47]